# Apanteles trachalus
Apanteles trachalus är en stekelart som beskrevs av Nixon 1965. Apanteles trachalus ingår i släktet Apanteles och familjen bracksteklar. Inga underarter finns listade i Catalogue of Life.